# 巩乃斯蝇子草
巩乃斯蝇子草（学名：Silene kungessana）为石竹科蝇子草属的植物，为中国的特有植物。分布于中国大陆的新疆等地，目前尚未由人工引种栽培。